# 仁武 (大字)
仁武，是臺灣高雄市仁武區的一個傳統地域名稱，也是全區行政中心所在地，位於該區中西部，並延伸至北部中央地帶。相較於今日行政區，其範圍大致包括仁武里不含西端、文武里不含南部及西北部、仁福里西南端、烏林里西北端。
本地區境內主要聚落為仁武、田藔，設有仁武高中、仁武國小。

## 歷史
台灣日治初期，仁武地區為一街庄，稱為「仁武庄」（舊制街庄），隸屬於觀音下里。該庄昔日西北與後庄仔庄為鄰，北與林仔邊庄為鄰，東北與前埔厝庄為鄰，東南邊為烏材林庄，東、西兩半葉所夾為新庄，西半葉的南邊為灣仔內庄，西南邊為八卦藔庄，西邊為竹仔門庄。
1901年（日治明治三十四年）11月11日，全台廢縣廳改設二十廳，該庄隸屬於鳳山廳。1904年（明治三十七年）5月3日，該庄編入「考潭區」，隸屬於鳳山廳。1909年（明治四十二年）10月25日，全台合併二十廳為十二廳，考潭區改隸屬於臺南廳。1920年（大正九年）10月1日，全台地方制度大改正，廢十二廳改設五州二廳，該庄改制為「仁武」大字，隸屬於高雄州高雄郡仁武庄（新制街庄）。1924年（大正十三年）12月25日，高雄郡廢郡，仁武庄改隸屬於鳳山郡。
戰後仁武庄改制為仁武鄉，隸屬於高雄縣，大字亦改制為村。1950年（民國39年）10月1日，高、屏分治，仁武鄉仍隸屬於高雄縣。1951年（民國40年）8月，仁武鄉拆分出大社鄉，本地區仍隸屬於仁武鄉。2010年（民國99年）12月25日，高雄縣、市合併為直轄高雄市，仁武鄉改制為仁武區，村亦改制為里。

## 聚落
本地區發展較早的聚落為仁武、田藔，在日治初期的官方地圖上已有記載。

## 交通
國道10號又稱「高雄支線」或「高雄環線」，是左營至旗山的高速公路，經過本地區中部略偏東，並在市道186號、區道高52-1線、區道高52線交會處設有仁武交流道。由此可快速前往國道10號沿線各地，或銜接國道1號、國道3號。
市道183號是楠梓至五甲的道路，經過本地區的田藔聚落西郊。由該道路北行可前往楠梓區，並止於楠梓市區的省道台22線路口；南行可前往鳥松區、鳳山區，並止於鳳山區與前鎮區邊界地帶的省道台17線路口。
市道186號是維新至大樹的道路，經過本地區的仁武聚落。由該道路西行（大方向，當地先向北）可前往大社區、燕巢區、岡山區、永安區東南部等地；東行可前往大樹區，並止於省道台29線路口。
區道高50線是林仔邊至鹽埕仔的道路，經過本地區北部中央凸出部分的東北側。
區道高51-1線是林仔邊至後庄的道路，其南側端點（終點）位於本地區西部邊界地帶的區道52-1線路口。
區道高52線是仁武至前埔厝的道路，其西側端點（起點）位於本地區凹入部分邊界地帶中央偏東的市道186號路口。
區道高52-1線是竹仔門至烏材林的道路，經過本地區仁武聚落北側。
區道高53線是仁武至後港仔的道路，其北側端點（起點）位於本地區仁武聚落的市道186號轉角路口。

## 學校
- 仁武高中（完全中學）
- 仁武國小

## 公務機關
- 仁武區公所
- 高雄市仁武戶政事務所
- 高雄市政府警察局仁武分局
- 高雄市政府警察局仁武分局仁武派出所
- 高雄市政府消防局第四大隊仁武消防分隊（小部分）